# Neftegorsk (Krasnodar)
Neftegorsk (del ruso: Нефтегорск) es un asentamiento de tipo urbano del raión de Apsheronsk del krai de Krasnodar, en Rusia. Está situado en las vertientes septentrionales del Cáucaso Occidental, a orillas del río Goryshka, afluente del Psheja, que lo es del Bélaya, de la cuenca del Kubán, 12 km al sur de Apsheronsk y 94 km al sureste de Krasnodar, la capital del krai. Tenía 5 306 habitantes en 2010
Es cabeza del municipio Neftegórskoye, al que pertenecen asimismo Neftianaya, Nikoláyenko y Podolski.

## Historia
En 1924 se realizó una reforma administrativa que consolidó la organización de los asentamientos rurales que servían a los pozos petrolíferos de Maikop, formando el asentamiento Mainefteprom en el raión de Apsheronsk-Jadyzhensk del ókrug de Maikop del krai del Sudeste. El 30 de enero de 1929 la localidad recibió el estatus de asentamiento de trabajo y su nombre actual. El 1 de enero de 1935, la localidad fue ascendida al rango de ciudad, disolviéndose el raión de Apsheronsk. En su lugar se creó el selsovet montañés de Neftegorsk. El 26 de marzo de 1939 se derogaba este último ascenso y la capitalidad del raión se devolvía a Apsheronsk (el selsoviet montañés se restablecería al año siguiente en la zona de Neftegorsk y sobreviviría hasta 1956).

## Demografía
| 1959  | 1970  | 1979  | 1989  | 2002  | 2009  | 2010  |
| ----- | ----- | ----- | ----- | ----- | ----- | ----- |
| 8 800 | 7 405 | 6 050 | 5 683 | 6 700 | 4 977 | 5 016 |

## Economía
El principal sector económico de la localidad es la extracción de petróleo.